# Distrito electoral de Wounded Knee (Nebraska)
Wounded Knee (en inglés: Wounded Knee Precinct) es un distrito electoral ubicado en el condado de Sheridan en el estado estadounidense de Nebraska. En el Censo de 2010 tenía una población de 178 habitantes y una densidad poblacional de 0,4 personas por km².

## Geografía
Wounded Knee se encuentra ubicado en las coordenadas 42°54′4″N 102°14′22″O / 42.90111, -102.23944. Según la Oficina del Censo de los Estados Unidos, Wounded Knee tiene una superficie total de 440.45 km², de la cual 438.42 km² corresponden a tierra firme y (0.46%) 2.03 km² es agua.

## Demografía
Según el censo de 2010, había 178 personas residiendo en Wounded Knee. La densidad de población era de 0,4 hab./km². De los 178 habitantes, Wounded Knee estaba compuesto por el 96.07% blancos, el 2.25% eran amerindios, el 0.56% eran asiáticos y el 1.12% pertenecían a dos o más razas. Del total de la población el 0.56% eran hispanos o latinos de cualquier raza.